# Repton
Repton er en landsby og sogn i South Derbyshire-distriktet af Derbyshire, England, på kanten af floden Trents flodslette, omkring 7 km nord for Swadlincote. I 2001 var indbyggertallet 2.707, og det var øget til 2,867 i 2011. Repton ligger tæt på countygrænsen til Staffordshire og omkring 7 km nordøst for Burton upon Trent.
Repton er kendt for St Wystan's Church, Repton School og den angelsaksiske Repton Abbey samt den middelalderlige Repton Priory. Desuden er der fundet spor efter en vikinglejr fra Store Hedenske Hær, der overvintrede i Repton i 873-874.

## Notable personer
- Kong Æthelbald af Mercia blev begravet her i 757.[5]
- Beornred af Mercia blev begravet her[6]
- Russell Osman, Ipswich Town og international fodboldspiller blev født her i 1959.[7]
- Kong Wiglaf af Mercia blev begravet her i 839
- Basil Rathbone, skuespiller, boede her i sin barndom
- Sankt Wigstan af Mercia blev begravet her, men han blev senere flyttet Evesham Abbey[8]
- Walter Somers, ingeniør og fabrikant, født i Repton i 1839.
- Elsie Steele (1899–2010), den ældste dokumenterede person i Storbritannien ved hendes død. Boede på Dales Residential Home i sine sidste år.[9]